# Yves Bot
Yves Bot (ur. 22 sierpnia 1947 w Château-Thierry, zm. 9 czerwca 2019) – francuski prawnik, doktor nauk prawnych, prokurator, Rzecznik Generalny Trybunału Sprawiedliwości Wspólnot Europejskich od 7 października 2006 aż do jego śmierci.
Absolwent Wydziału Prawa Uniwersytetu w Rouen. Doktor nauk prawnych Uniwersytetu Paryskiego II Panthéon-Assas. Profesor nadzwyczajny na Wydziale Prawa w Mans (Université du Maine).
Zajmował kolejno stanowiska:
- 1974–1982 – zastępca, następnie pierwszy zastępca w prokuraturze w Mans,
- 1982–1984 – prokurator Republiki w tribunal de grande instance w Dieppe,
- 1984–1986 – zastępca prokuratora Republiki w tribunal de grande instance w Strasburgu,
- 1986–1988 – prokurator Republiki w tribunal de grande instance w Bastii,
- 1988–1991 – rzecznik generalny w sądzie apelacyjnym w Caen,
- 1991–1993 – prokurator Republiki w tribunal de grande instance w Mans,
- 1993–1995 – szef misji przy ministrze stanu, garde des Sceaux,
- 1995–2002 – prokurator Republiki w tribunal de grande instance w Nanterre,
- 2002–2004 – prokurator Republiki w tribunal de grande instance w Paryżu,
- 2004–2006 – prokurator generalny w sądzie apelacyjnym w Paryżu.

Rzecznik Generalny Trybunału Sprawiedliwości Wspólnot Europejskich od 7 października 2006.